# Die 2: Nieuwe Koeien
Die 2: Nieuwe Koeien was het laatste gezamenlijke televisieprogramma van Henk Spaan en Harry Vermeegen. Het werd uitgezonden van 1993 tot 1995 door het publieke Veronica en vanaf 1 september 1995 tot juni 1996 door het commerciële Veronica.

## Geschiedenis
Na een jaar lang over de hele wereld te hebben gereisd met het programma Die 2 Speciaal besloten Henk Spaan en Harry Vermeegen een programma te maken waarin hun liefde voor het voetbal centraal stond.

### Items
Aan het begin van elke aflevering deed een voetballer of trainer de prognose van een aankomende wedstrijd of werd hij door Spaan met een gedicht geëerd. Ook werden wensen van kijkers vervuld in de rubriek Een fax voor Max.
Vermeegen ging op stap met voetballers in binnen- en buitenland en nam altijd regenjasjes mee voor de kinderen; Spaan was niet altijd blij met deze reportages omdat hij daarin belachelijk werd gemaakt, en liet dat weten ook. Naar het voorbeeld van ex-Ajacied Marciano Vink liet Vermeegen eind 1993 zijn haar afscheren.
Het eerste seizoen werd afgesloten met een rubriek waarin Vermeegen "op scherp" gezet moest worden. Daarna kwam er als vervanging de toto; Vermeegen vroeg Spaan naar de vermoedelijke uitslag maar gaf na een uitgebreide discussie zelf het antwoord. Spaan reageerde doorgaans woedend met "VRAAG HET MIJ DAN NIET!" Een keer waren de rollen omgedraaid.

### De breuk
Begin 1996 kregen de heren pas echt ruzie en kwam er een einde aan een bijna 20 jaar durende samenwerking. Spaan was erachter gekomen dat Vermeegen over een solo-contract zou hebben onderhandeld bij Sport 7, de nieuwe zender van John de Mol. "Een erg opportunistische move" vertelde Spaan een paar jaar later aan VARA TV Magazine. "En (vooral) niet gehinderd door een warme vriendschap tussen ons". Vermeegen ontkende dit, maar was wel van mening dat hij het gevoel had in z'n eentje de kar te trekken en dat hij daar uiteindelijk geen zin meer in had.
Toch hebben ze de rest van het seizoen nog afgemaakt, en na het floppen van Sport 7 kregen zowel Spaan als Vermeegen een eigen programma bij het commercieel gegane Veronica. De Regenjas van Vermeegen had aanvankelijk het meeste succes maar toen hij daar in 2000 mee stopte wegens oververmoeidheid kwam Spaan weer aan zet met Studio Spaan dat vier seizoenen lang door de VARA op destijds Nederland 3 werd uitgezonden. Erik van Muiswinkel en Diederik van Vleuten tekenden voor de komische noot met hun imitaties van bekende voetbalgezichten waaronder Vermeegen die in 2001 werd opgevoerd. 